# Prosto z nieba
Prosto z nieba – polski dramat filmowy z 2011 roku w reżyserii Piotra Matwiejczyka.

## Fabuła
Jest poranek, 10 kwietnia 2010 r. Nadchodzi miły, spokojny, wiosenny dzień. Miliony polskich rodzin jeszcze śpią, kiedy w kilkudziesięciu domach i mieszkaniach, blisko sto osób szykuje się do podróży najbezpieczniejszym środkiem transportu - samolotem prezydenckim. Kierunek - Smoleńsk. Jednakże kiedy dzień będzie chylił się ku końcowi, do tych kilkudziesięciu domów i mieszkań zawita niewyobrażalny smutek i ból. Uczucia, które dzielić będzie cały naród.

## Obsada
- Mirosław Baka - przyjaciel pilota
- Marcin Bosak - mąż tłumaczki
- Olga Bołądź - tłumaczka
- Renata Dancewicz - żona ochroniarza
- Eryk Lubos - ochroniarz
- Przemysław Cypryański - mąż stewardesy
- Maria Niklińska - stewardesa
- Aleksandra Bednarz - kochanka
- Dawid Antkowiak - syn przedstawiciela rodzin
- Andrzej Gałła - przedstawiciel rodzin
- Magdalena Kielar - córka przedstawiciela rodzin
- Jan Stawarz - ojciec stewardesy
- Agata Stawarz - żona pilota
- Krzysztof Szekalski - pilot
- Eryk Szkorupiński - syn ochroniarza
- Zuzanna Hubert - córka ochroniarza
- Amelia Matwiejczyk - córka stewardesy